# كينتافيوس كالدويل بوب
كينتافيوس كالدويل بوب (بالإنجليزية: Kentavious Caldwell-Pope)‏ مواليد 18 فبراير 1993، هو لاعب كرة سلة أمريكي يلعب مع فريق ديترويت بيستونز في الرابطة الوطنية لكرة السلة ويحمل الرقم 5. يبلغ طوله 6 قدم 5 بوصة (2.0 م).

## فرق لعب لها
- ديترويت بيستونز
- لوس انجلوس ليكرز
- واشنطن ويزاردز
- دينفر ناغيتس

## روابط خارجية
- كينتافيوس كالدويل بوب على موقع إن بي أي (الإنجليزية)
- كينتافيوس كالدويل بوب على موقع سبورتس رفرنس (الإنجليزية)
- كينتافيوس كالدويل بوب على موقع كرة السلة الأوروبية.كوم (الإنجليزية)
- كينتافيوس كالدويل بوب على موقع إي إس بي إن.كوم (الإنجليزية)
- كينتافيوس كالدويل بوب على موقع كلية كرة السلة في سبورتس رفرنس.كوم (الإنجليزية)
- كينتافيوس كالدويل بوب على موقع ريلجم (الإنجليزية)
- كينتافيوس كالدويل بوب على موقع بروبوليرز (الإنجليزية)